# وهب بن عبد الله الكلبي
وهب بن عبد الله الكلبي أو وهب بن حباب الكلبي هو أحد أصحاب الإمام الحسين بن علي. بحسب المصادر الشيعية، فإنه كان شابا مسيحيا إلى أن إلتقى بالإمام الحسين، فأعتنق الإسلام ورافق الحسين وقتل معه في يوم عاشوراء عام 61 هجرية. كان وهب وزوجته وأمه من المسيحيين.
البعض يقول بأن وهب وعبد الله بن عمير الكلبي هما نفس الشخص، لكن لم يتم إثبات ذلك ومازال الموضوع محط خلاف.

## خلال عاشوراء
كان وهب في الخامسة والعشرين من عمره في يوم عاشوراء، وكان قد مضى على زواجه 17 يوما فقط، وقد ذهب إلى الميدان بعد برير أو عمرو بن مؤتة. أفادت المصادر بأنه قتل ما بين 8 إلى 50 رجلا من جيش عمر بن سعد في ميدان المعركة.

## مقتله
في يوم عاشوراء، قتل وهب 24 من جنود المشاة و12 فارسا، حتى قتل وأحضر إلى عمر بن سعد، وأمر عمر بقطع رأسه وإرساله إلى جيش الإمام الحسين بن علي ففعلوا ذلك. قامت أم وهب بأخذ رأس إبنها وألقت به بجيش شمر بن ذي الجوشن وقالت "بأنهم لا يقبلون استرداد ما قدموه في سبيل الله". ويذكر عدد من المصادر أن أم وهب قتلت في كربلاء.